# إيفان سانتوس (لاعب كرة قدم)
إيفان سانتوس (بالبرتغالية: Ivan Manuel Amorim dos Santos) هو لاعب كرة قدم برتغالي، ولد في 22 سبتمبر 1988 في إسبينيو في البرتغال. شارك مع منتخب البرتغال تحت 19 سنة لكرة القدم ومنتخب البرتغال تحت 20 سنة لكرة القدم. أما مع النوادي، فقد لعب مع أتليتيكو كلوب دي برتغال ونادي بنفيكا ونادي بوافيشتا.

## وصلات خارجية
- إيفان سانتوس على موقع قاعدة بيانات كرة القدم.إي يو (الإنجليزية)
- إيفان سانتوس على موقع Soccerway.com (الإنجليزية)